# Lista de denominações protestantes em Portugal por número de membros
Esta é uma lista de denominações protestantes em Portugal por número de membros.
Os números apresentados baseiam-se em reivindicações pelas próprias denominações, de pesquisas de organizações independentes e dos Censos do Instituto Nacional de Estatística (Portugal).
Para efeito dessa lista, consideram-se denominação uma organização com governo centralizado ou convenção que torna uniforme as doutrinas e práticas de um grupo religioso. Embora existam grupos que usem o mesmo nome para identificar-se (como as Assembleias de Deus no Brasil) a independência entre diversas organizações caracteriza a diversidade de denominações. Igrejas de governo congregacional enfatizam a independência da igreja local, mas ainda assim formam denominações pelas suas convenções.
Uma denominação cristã é um corpo religioso distinto no cristianismo , identificado por traços como nome, organização, liderança e doutrina. Os corpos individuais, no entanto, podem usar termos alternativos para se descrever. As divisões entre um grupo e outro são definidas por autoridade e doutrina.
Os grupos que conservam uma doutrina uniforme, usam o mesmo nome, mas não formam uma única denominações podem ser classificados juntos como "tradição" ou família denominacional, com lista abaixo.
1. Convenção das Assembleias de Deus em Portugal  35.000 membros (em 2010)[3]
2. Igreja Adventista do Sétimo Dia 12.097 membros (em 2024)[4][nota 1][5]
3. Igreja Lusitana Católica Apostólica Evangélica 5.000 membros (em 1991)[6]
4. Convenção Batista Portuguesa 4.800 membros (em 2019)[7]
5. Assembleias dos Irmãos 2500 membros (em 2022)
6. Igreja Evangélica Presbiteriana de Portugal 1.350 membros (em 2004)[8]
7. Igreja Evangélica Metodista Portuguesa 1.560 (em 2011)[9]
8. Igreja do Nazareno 1.010 membros (em 2016)[nota 2][10]
9. União das Igrejas Evangélicas Congregacionais Portuguesas 300 membros (em 2004)[11]
10. Igreja Cristã Presbiteriana de Portugal 250 membros (em 2021)[12]
11. Igreja Evangélica Luterana Portuguesa 95 membros (em 2010)[13]